# Viscum
Genre
Classification APG III (2009)
Viscum est un genre de plantes à fleurs autrefois classé dans la famille des Loranthaceae et la sous-famille  des Viscodeae (considérée par certains auteurs comme étant une famille, celle des Viscacées, famille de plantes hémiparasites et chlorophylliennes). Les classifications phylogénétiques APGIII et APGIV le classent maintenant dans les Santalacées. Il regroupe quelque 70 espèces d'arbrisseaux hémiparasites, dont la plus connue est le gui (Viscum album).

## Étymologie
Le nom vient du latin viscus, « glu », en référence à la glu visqueuse retirée des fruits et de l'écorce des tiges de ces espèces.

Selon Théis : 

« Viscum (gui , en gaulois dont le primitif est gwid, arbuste. C'est-à-dire l'arbuste par excellence. On sait que le gui-de-chêne était en vénération parmi les Celtes. De gui les Grecs ont fait  ἰξός / ixós, et les Latins, viscum [...]. Comme le suc de cette plante est extrêmement gluant, d'ixos les Grecs firent ιξία / ixia, de la glu, et de viscum les Latins firent viscus, viscatus ; les Français visqueux viscosité etc.
Quant aux motifs qui avaient dirigé vers le gui-de-chêne le culte de nos ancêtres, on ne saurait les découvrir. La superstition ne peut être expliquée : il est aussi difficile d'en trouver les causes, que d'en arrêter les effets. »

## Caractéristiques principales

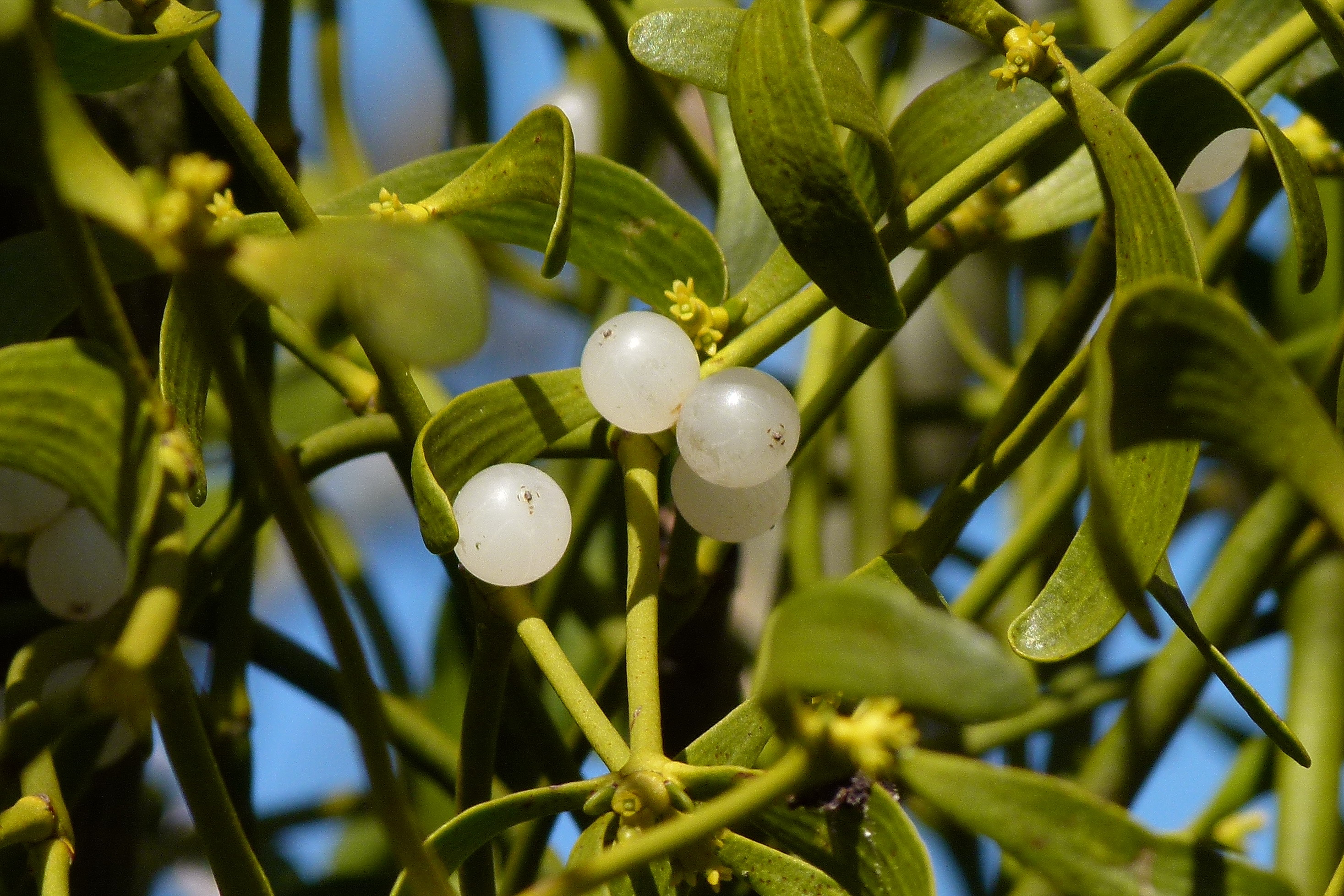
Gui (Viscum album) avec baies
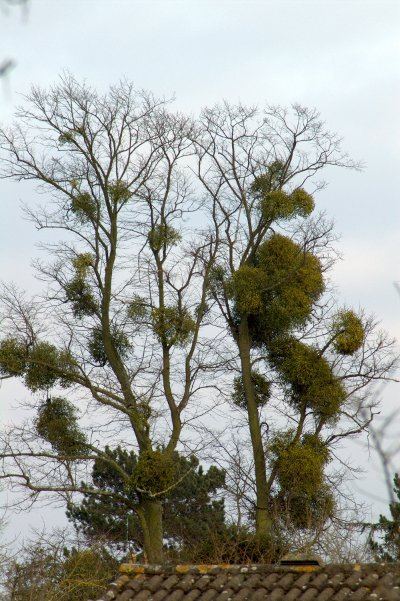
Arbre parasité par du Gui
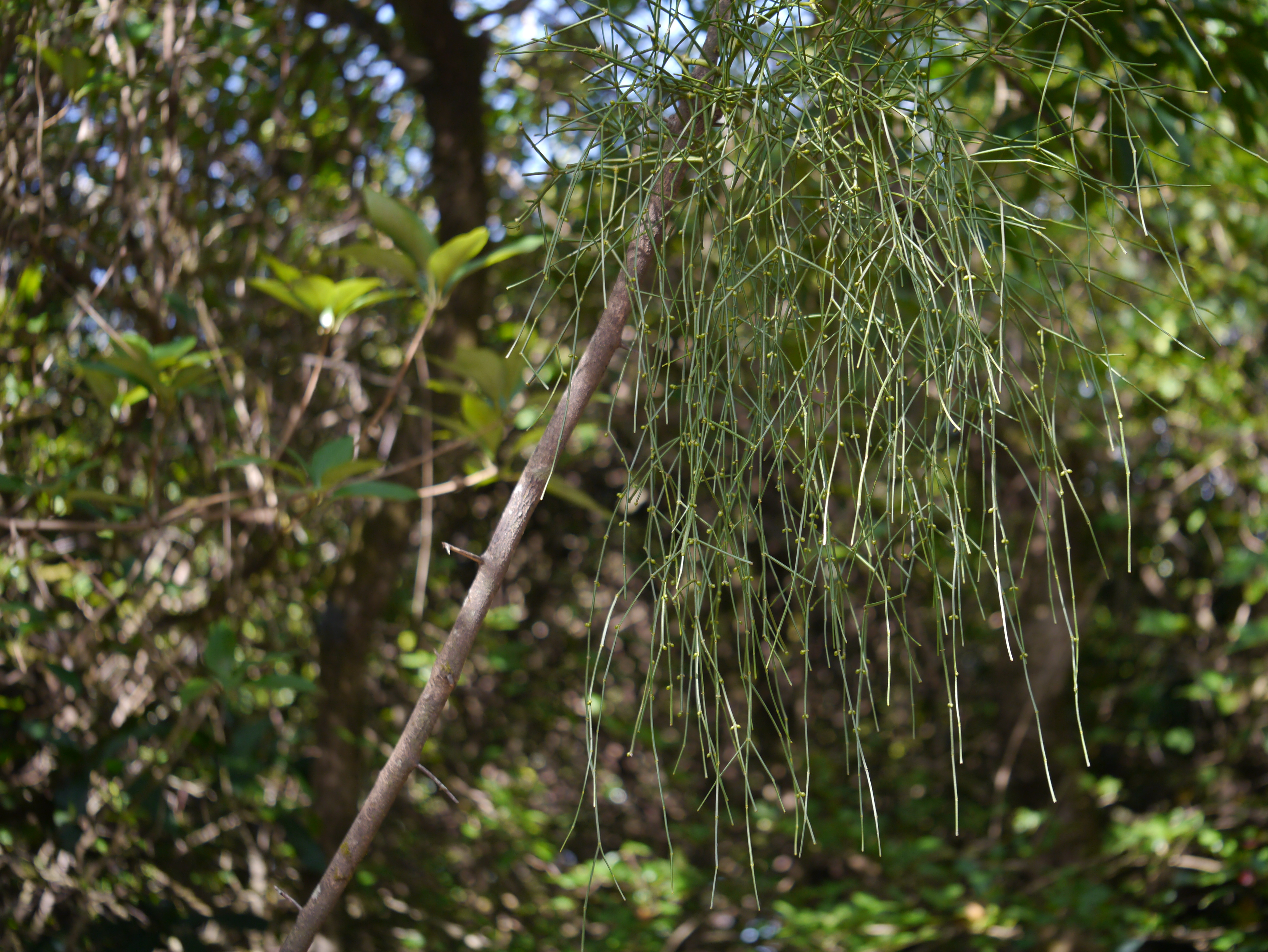
Viscum angulatum
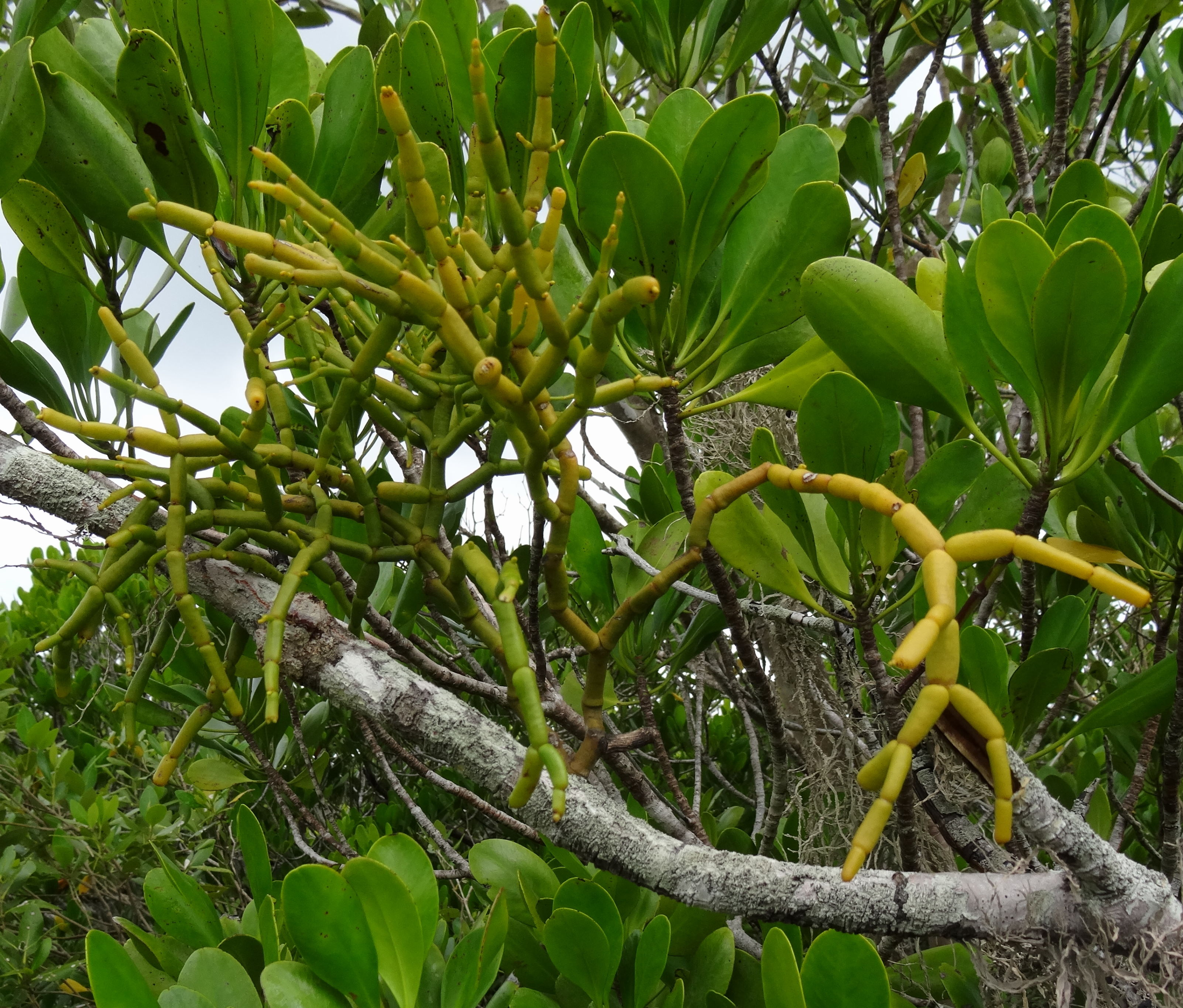
Viscum littorum
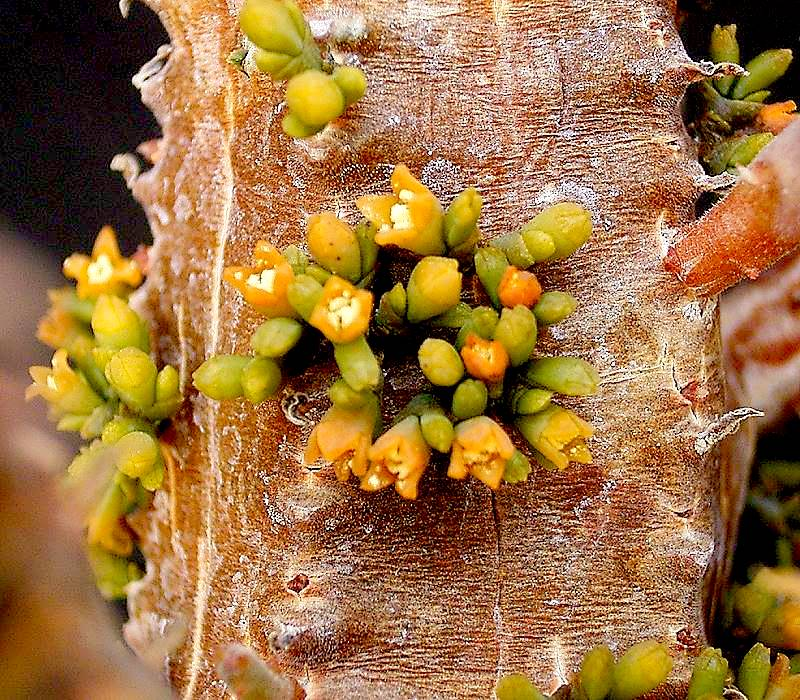
Viscum minimum qui parasite une euphorbe
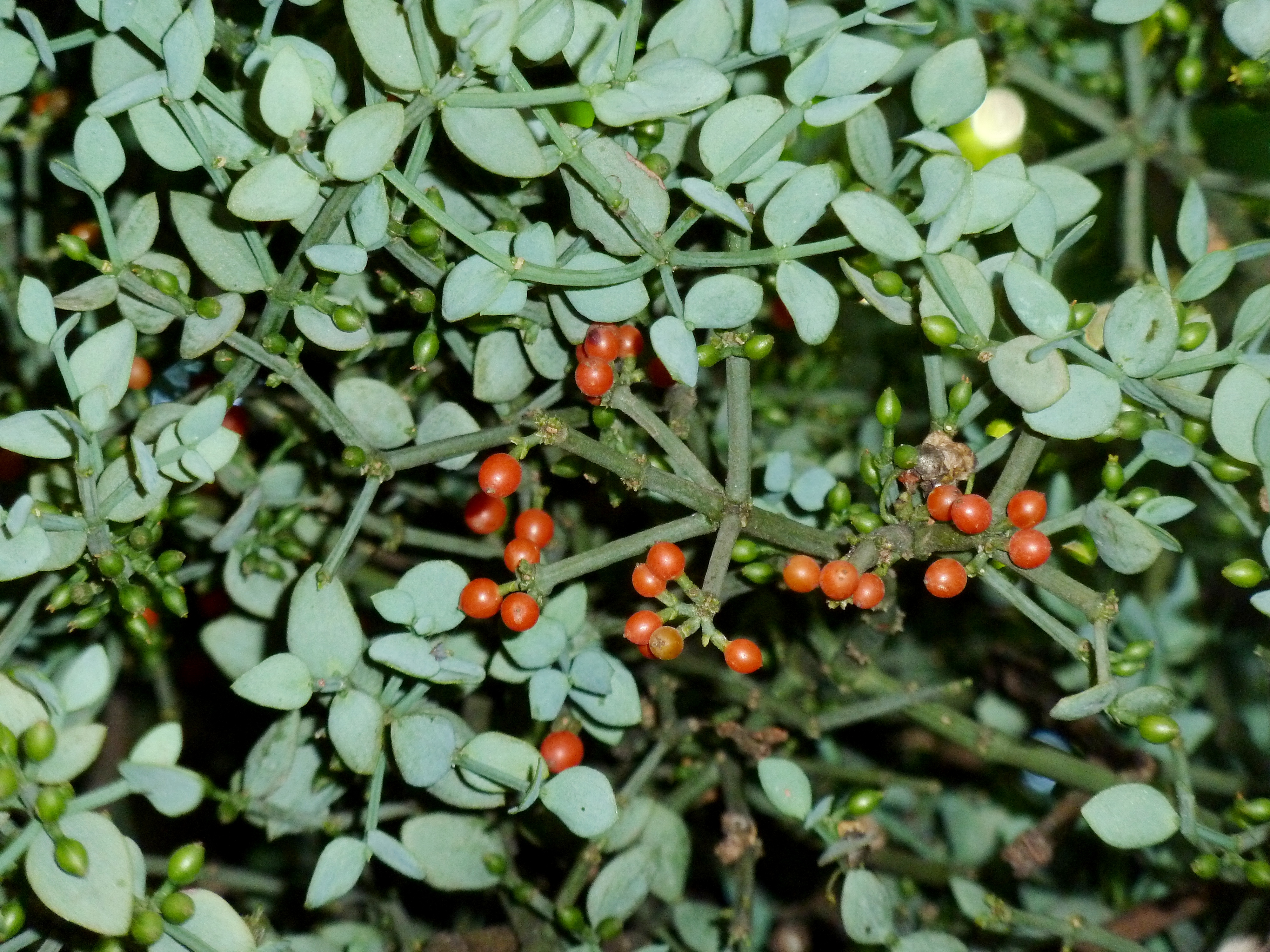
Viscum rotundifolium
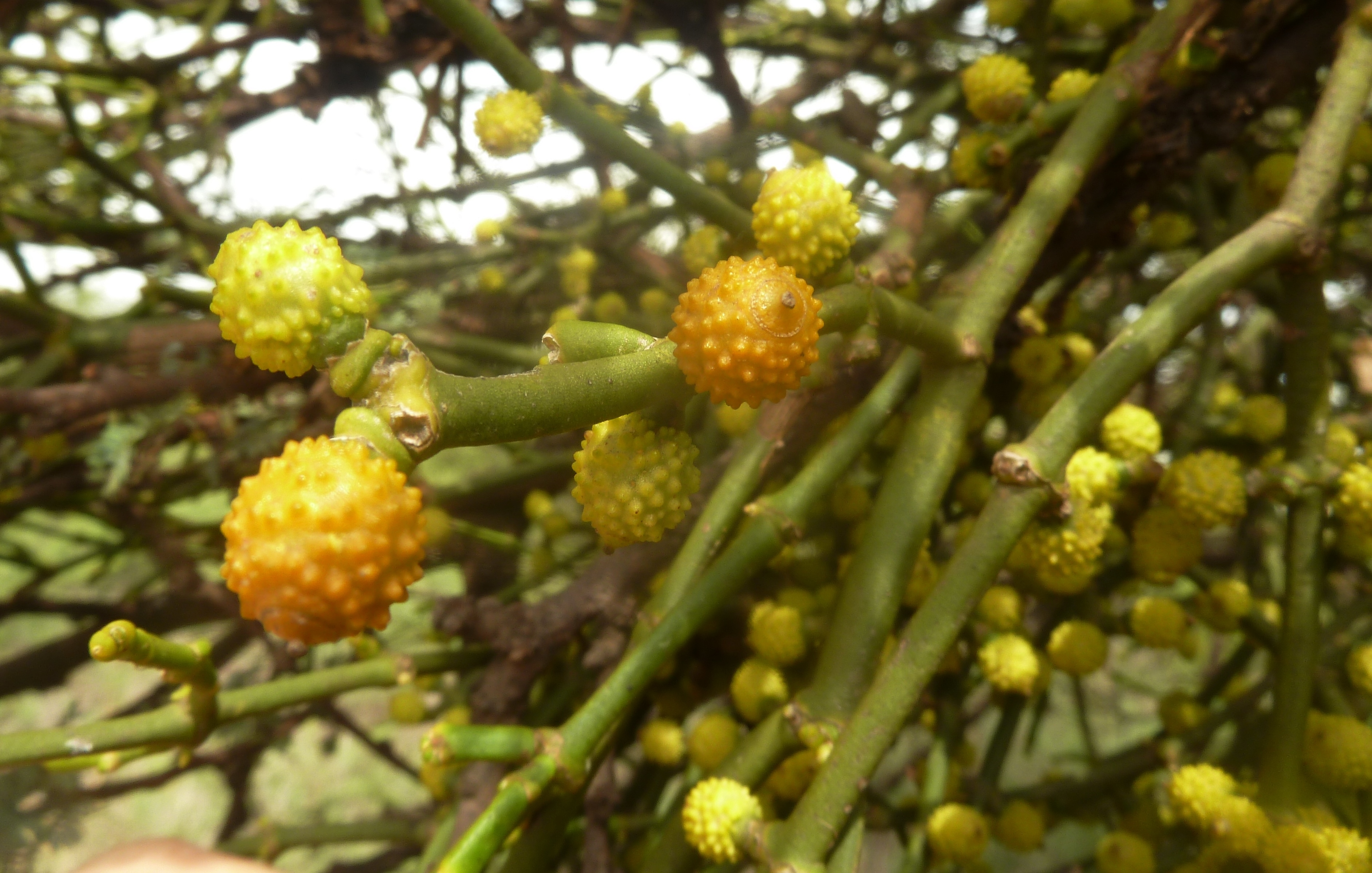
Viscum verrucosum

## Classification
Ce genre a été décrit en 1753 par le naturaliste suédois Carl von Linné (1707-1778).
En classification phylogénétique APG IV (2016) il est assigné à la famille des Santalaceae, de même qu'en classification phylogénétique APG III (2009).
En classification classique de Cronquist (1981), il fait partie de la famille des Viscaceae, un taxon inexistant dans la classification phylogénétique.

### Liste des espèces
Selon The Plant List (30 novembre 2018) :
- Viscum album L.
- Viscum articulatum Burm. f.
- Viscum austriacum Wiesb.
- Viscum bagshawei Rendle
- Viscum boivinii Tiegh.
- Viscum calcaratum Balle
- Viscum calvinii Polhill & Wiens
- Viscum capense L. f.
- Viscum chyuluense Polhill & Wiens
- Viscum coloratum (Kom.) Nakai
- Viscum combreticola Engl.
- Viscum congdonii Polhill & Wiens
- Viscum congolense De Wild. & T.Durand
- Viscum continuum E. Mey. ex Sprague
- Viscum coursii Balle
- Viscum crassulae Eckl. & Zeyh.
- Viscum cruciatum Sieber ex Boiss.
- Viscum cryptophlebium Baker
- Viscum cuneifolium Baker
- Viscum cylindricum Polhill & Wiens
- Viscum decaryi Lecomte
- Viscum decurrens (Engl.) Baker & Sprague
- Viscum dielsianum Dinter ex Neusser
- Viscum diospyrosicola Hayata
- Viscum echinocarpum Baker
- Viscum engleri Tiegh.
- Viscum fargesii Lecomte
- Viscum fischeri Engl.
- Viscum goetzei Engl.
- Viscum gracile DC.
- Viscum griseum Polhill & Wiens
- Viscum hainanense R.L. Han & D.X. Zhang
- Viscum hexapterum Balle
- Viscum hildebrandtii Engl.
- Viscum hoolei (Wiens) Polhill & Wiens
- Viscum iringense Polhill & Wiens
- Viscum liquidambaricola Hayata
- Viscum littorum Polhill & Wiens
- Viscum longiarticulatum Engl.
- Viscum lophiocladum Baker
- Viscum loranthi Elmer
- Viscum loranthicola Polhill & Wiens
- Viscum luisengense Polhill & Wiens
- Viscum macrofalcatum R.L. Han & D.X. Zhang
- Viscum menyharthii Engl. & Schinz
- Viscum minimum Harv.
- Viscum monoicum Roxb. ex DC.
- Viscum multicostatum Baker
- Viscum multinerve (Hayata) Hayata
- Viscum nervosum Hochst. ex A. Rich.
- Viscum nudum Danser
- Viscum obovatum Harv.
- Viscum obscurum Thunb.
- Viscum oreophilum Wiens
- Viscum ovalifolium DC.
- Viscum pauciflorum L.f.
- Viscum pentanthum Baker
- Viscum perrieri Lecomte
- Viscum petiolatum Polhill & Wiens
- Viscum radula Baker
- Viscum rhipsaloides Baker
- Viscum rotundifolium L.f.
- Viscum schaeferi Engl. & K. Krause
- Viscum schimperi Engl.
- Viscum shirense Sprague
- Viscum spragueanum Burtt Davy
- Viscum subserratum Schltr.
- Viscum subverrucosum Polhill & Wiens
- Viscum tenue Engl.
- Viscum trachycarpum Baker
- Viscum triflorum DC.
- Viscum tuberculatum A.Rich.
- Viscum verrucosum Harv.
- Viscum yunnanense H.S. Kiu